# Olovo

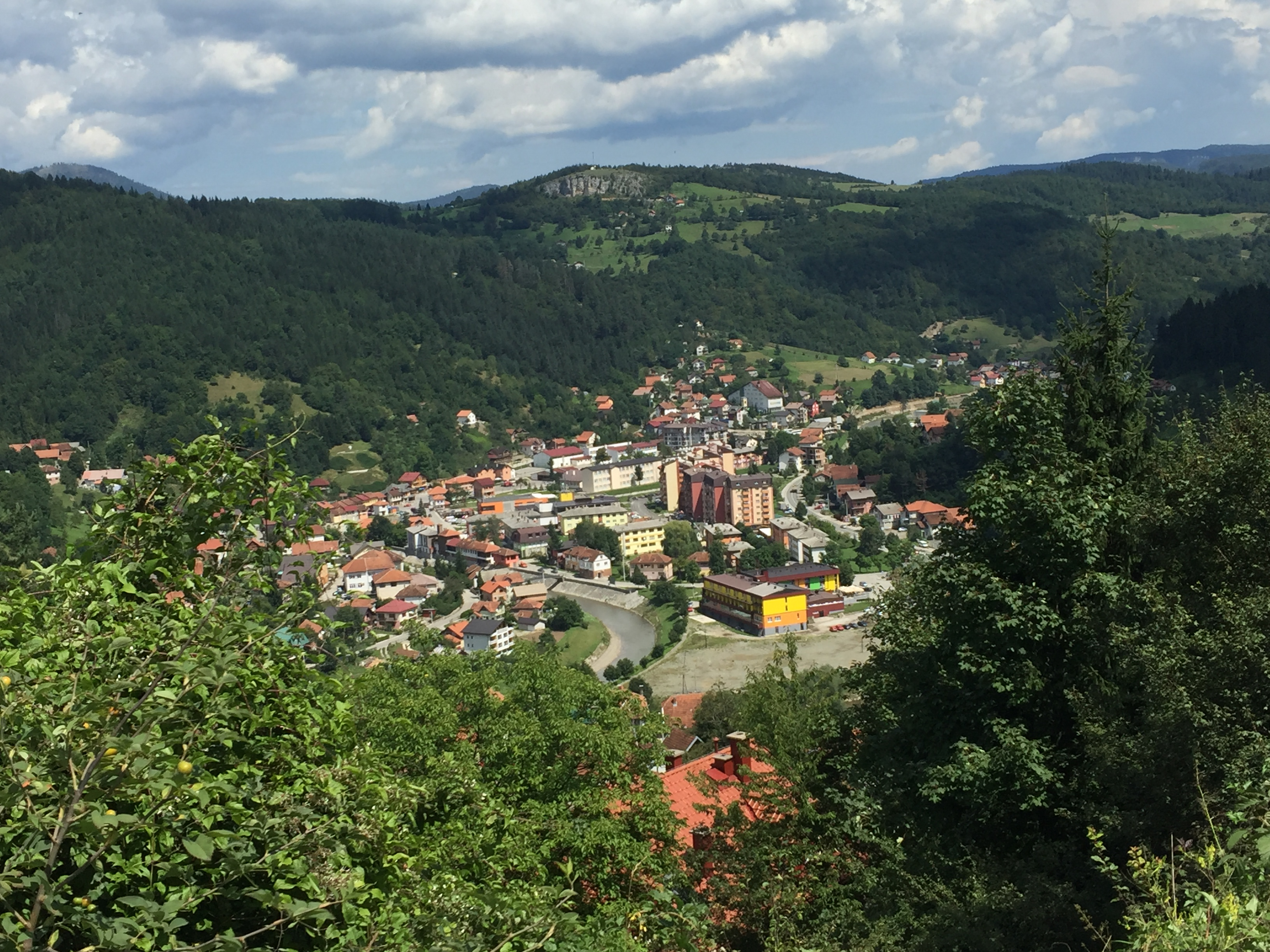
Aussicht von der M18 aus

Olovo (serbokroatisch-kyrillisch Олово; deutsch veraltet: Blei) ist eine Kleinstadt im Zentrum von Bosnien und Herzegowina, nordöstlich von Sarajevo. Sie ist Hauptort und Verwaltungssitz der gleichnamigen Gemeinde (općina) im Kanton Zenica-Doboj mit 10.578 Einwohnern.

## Geographische Lage

Das Gemeindegebiet

Die Stadt liegt nördlich der Hauptstadt Sarajevo an der Fernstraße M18, die nach Tuzla führt. Sie liegt an drei Flüssen, der Stupčanica, der Bioštica und der Krivaja. Das Gemeindegebiet erstreckt sich in westliche Richtung etwa 30 Kilometer entlang der Krivaja. Aus östlicher Richtung fließen die anderen beiden Flüsse Richtung Olovo, wo sie in die Krivaja münden. Benachbarte Gemeinden sind Ilijaš, Vareš und Sokolac im Süden, Han Pijesak im Osten, Zavidovići im Westen und Kladanj sowie Banovići im Norden.

### Gemeindegliederung
Zur Verbandsgemeinde Olovo zählen folgende Ortschaften:
- Ajdinovići
- Arapovača
- Bakići
- Berisalići
- Boganovići
- Brda
- Bukov do
- Čude
- Čuništa
- Dolovi
- Drecelj
- Dugandžići
- Glavično
- Grabovica
- Gurdići
- Jelaške
- Kamensko
- Karagino Polje
- Klinčići
- Kolakovići
- Kovačići
- Krajišici
- Križevići
- Kruševo
- Lišci
- Magulica
- Metilji
- Milankovići
- Olovo
- Olovske Luke
- Petrovići
- Ponijerka
- Ponor
- Prgoševo
- Pušino Polje
- Radačići
- Rečica
- Rečice
- Rijeka
- Rubinići
- Slivnje
- Solun
- Stojčići
- Vukotići
- Žeravice
- Žunova

## Geschichte
Erstmals wurde Olovo (Olovo, Plumbum, Piombo, Plombo, Olovo) im Jahre 1382 unter dem lateinischen Namen Plumbum („Blei“) urkundlich erwähnt. Im 14. und 15. Jahrhundert war der Ort ein Zentrum von Bleibergbau und Bleihandel. Im Mittelalter war der Ort im Besitz der bosnischen Könige, später ab 1404 im Besitz der bosnischen Adelsfamilie Pavlovići. Der Ort befand sich damals im heutigen Bakići bei Olovo und war auch bekannt unter dem Namen Kamenica. Im weiteren Verlauf der Geschichte wird der Name Kamenica immer weniger erwähnt. Stattdessen wird immer mehr der Name Piombo (Olovo) genannt. Aufgrund der Ausbeutung von Blei, wurde die nationale Struktur der Bevölkerung immer wieder verändert. Den größten Teil der Bevölkerung machten bis zum Ende des Mittelalters die Sachsen aus. In der zweiten Hälfte des 14. Jahrhunderts wurde in Olovo das samostan Svete Gospe (Kloster der Heiligen Matronin) gegründet, das heute das größte dieser Art auf dem gesamten Balkan ist und von Katholiken aus allen Teilen des ehemaligen Jugoslawien besucht wird.
Infolge der Besetzung des bosnischen Königreichs durch die Osmanen wurde Anfang des 16. Jahrhunderts eine Moschee in Olovo errichtet, und schon im 17. Jahrhundert bestand die Bevölkerung der Stadt zu 75 Prozent aus Muslimen.
Im Bosnienkrieg war die Gemeinde größtenteils unter Kontrolle der 110. Slavna Olovska brdska brigada, später umbenannt in 161. Slavna Olovska brdska brigada, welche Teil des 1. Korps Sarajevo in der Armee von Bosnien und Herzegowina (ARBiH) waren. Nur der südliche und östliche Teil der Gemeinde waren unter Kontrolle der Vojska Republike Srpske (VRS). Die Gemeinde spielte eine wichtige Rolle im Krieg, da sie den einzigen Korridor zwischen den von der Regierung kontrollierten Regionen um Tuzla und Zentralbosnien darstellte. Die VRS führte während des Krieges zwei Großoffensiven gegen die bosnischen Regierungstruppen (ARBiH) in Olovo aus, mit dem Ziel die serbisch kontrollierte Romanija mit den serbischen Kräften in der Vozuća bei Zavidovići zu verbinden und somit den von der Regierung kontrollierten nordöstlichen Teil Bosniens bei Tuzla von Zentralbosnien abzuschotten und eine Kapitulation Sarajevos herbeizuführen. Ihnen gelang es, die beiden Vororte Kruševo und Prgoševo einzunehmen. Prgoševo wurde nach wenigen Tagen von der bosnischen Armee zurückerobert, während Kruševo bis zum Ende des Krieges von der VRS kontrolliert wurde. Olovo war oft auch ein Auffangort für bosniakische Flüchtlinge aus Gemeinden im Osten des Landes sowie Nachbargemeinden wie Ilijaš, Han Pijesak oder Sokolac. Gemeinsam mit den Brigaden 1. sokolački bataljon und 126. ilijaška brigada wurden Angriffe auf die von den bosnischen Serben kontrollierte Gemeinde Ilijaš durchgeführt. Gleichzeitig versuchte man gemeinsam mit weiteren Brigaden aus dem 1. Armeekorps der ARBiH die Belagerung Sarajevos zu durchbrechen.
2009 wurde in Olovo für den Austritt aus dem Kanton Zenica-Doboj und die Eingliederung in den Kanton Sarajevo protestiert, da die Stadt deutlich näher an Sarajevo (50 km) liegt als an Zenica (100 km). Der Vorstoß scheiterte jedoch.

## Wirtschaft
Am stärksten ausgebaut ist die Holzindustrie, unter anderem mit dem Unternehmen SIP Stupčanica. Ebenfalls gibt es die Textilindustrie mit Alma Ras und sehr vielen kleinen Unternehmen.
Im Ort gibt es zudem eine Therme, die auch Touristen anzieht.
2018 eröffnete die britische Firma MineCo Group ein Bergwerk für Blei, in welches umgerechnet sechs Millionen Euro investiert wurde.
Olovo ist Teil der Metropolregion Sarajevo.

### Verkehr
Über die M18 ist Olovo mit Vogošća (41 km), Sarajevo (48 km), Kladanj (20 km), Živinice (55 km) und Tuzla (70 km) verbunden.

## Partnerstädte
- Kırşehir[6]
- Sarajevo-Stari Grad[7]

## Galerie

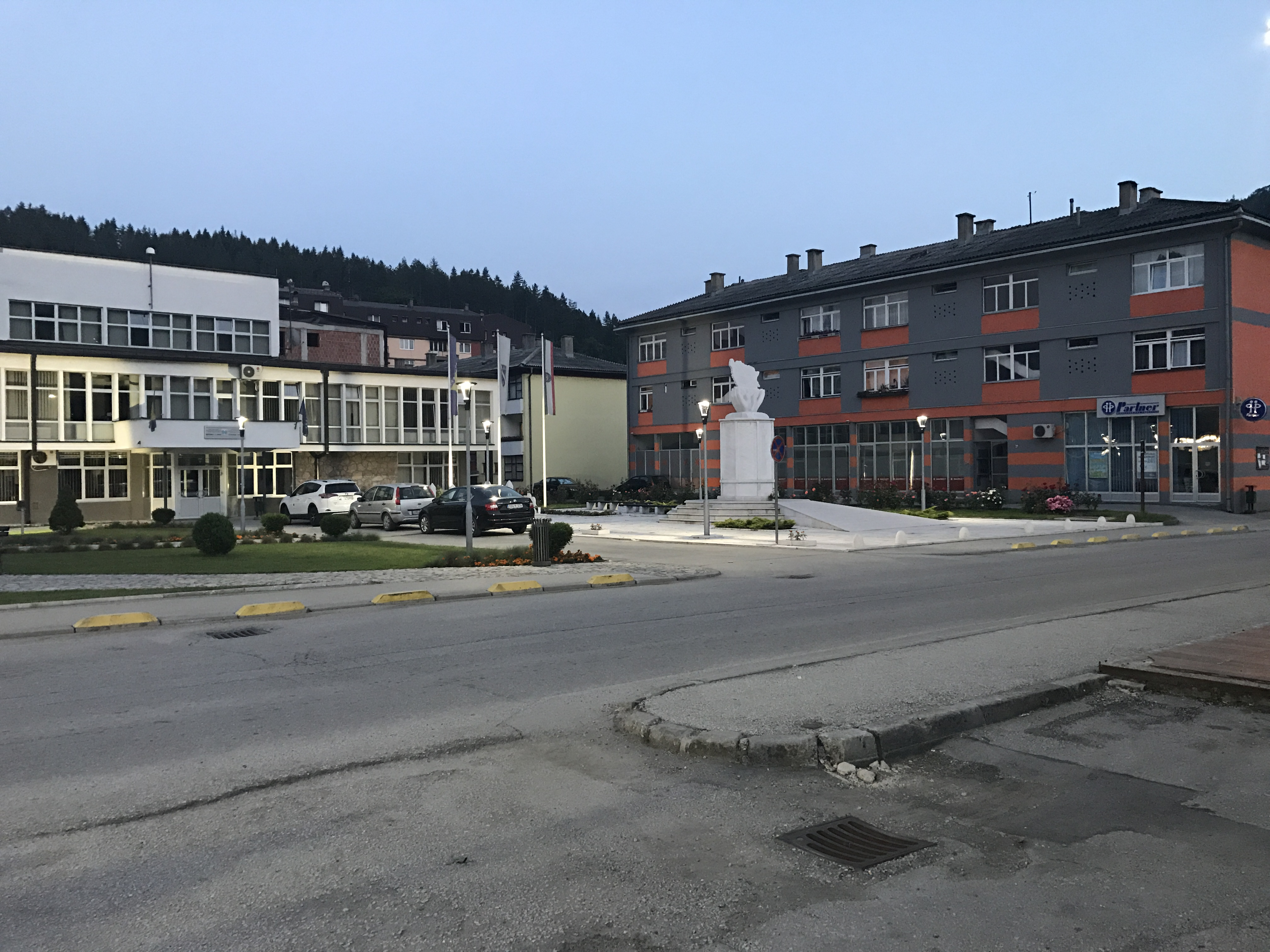
Zentrum
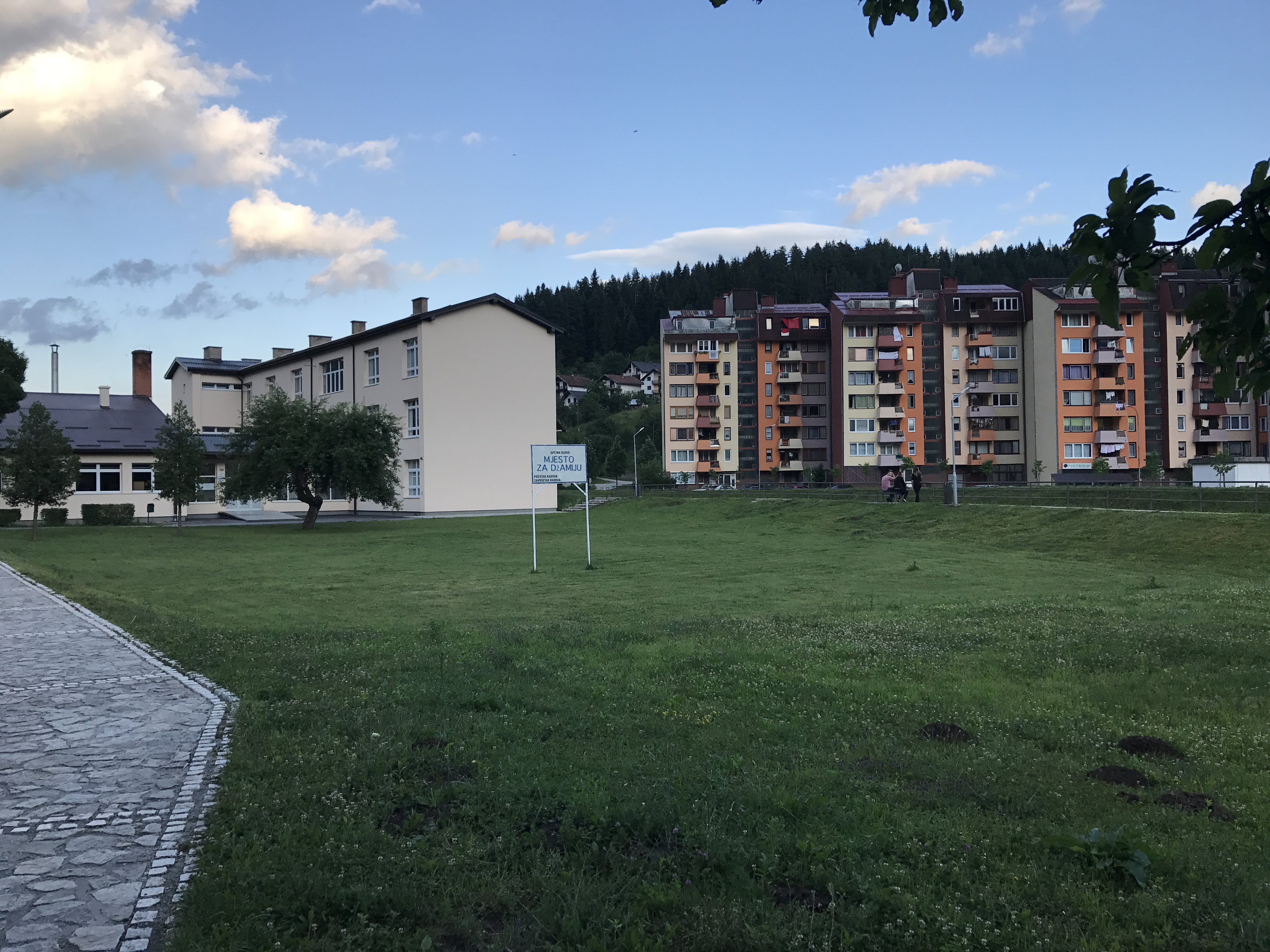
Mittelschule
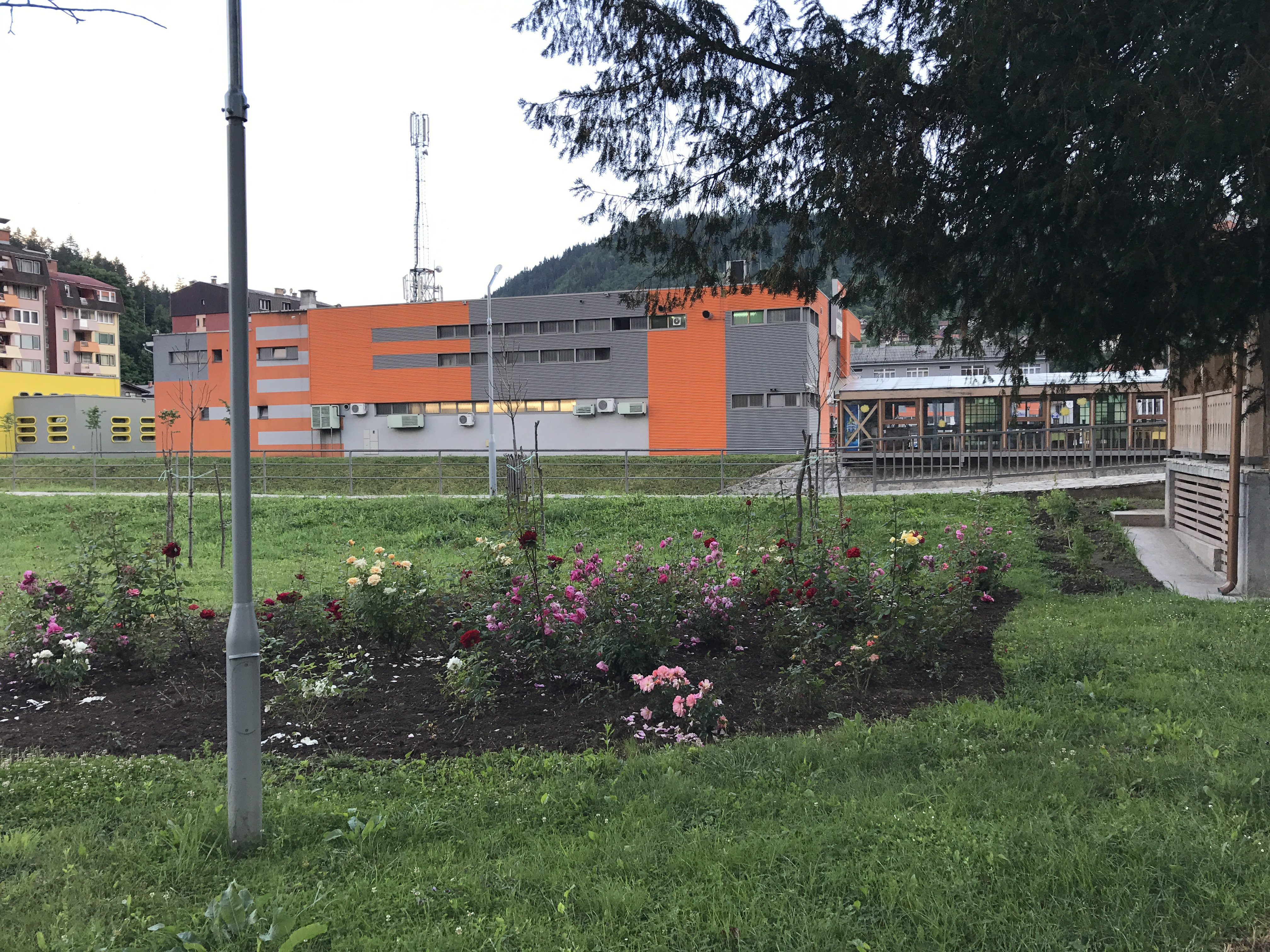
Einkaufszentrum
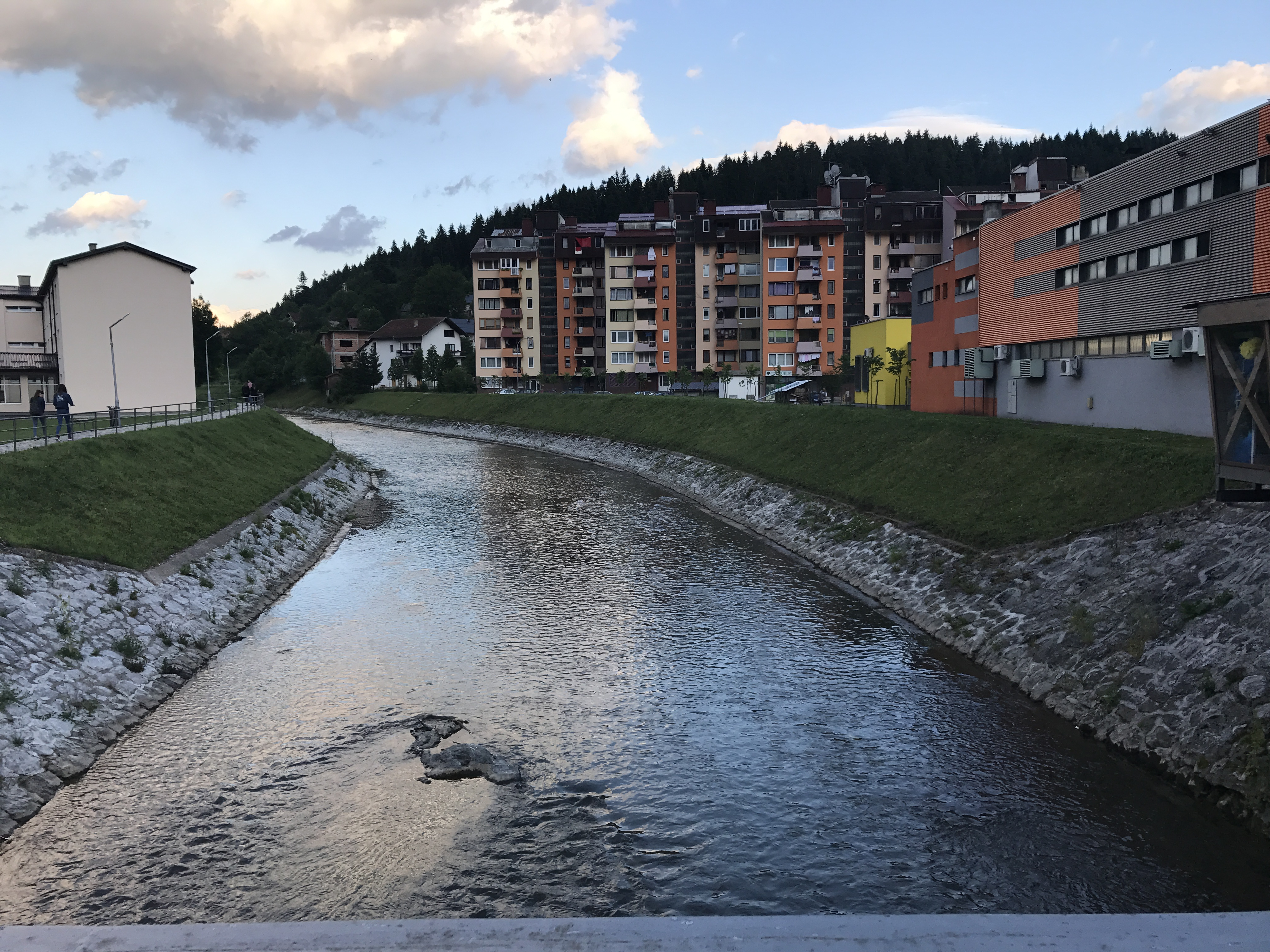
Fluss Stupčanica

## Sport
- NK Stupčanica Olovo, Fußballverein
- KK Stupčanica Olovo, Basketballverein
- OK Olovo, Volleyballverein

## Persönlichkeiten
- Matija Divković (1563–1631), Schriftsteller und Begründer der Literatur in Bosnien und Herzegowina
- Jelena Blagojević (* 1988), serbische Volleyballspielerin
- Edin Višća (* 1990), Fußballspieler